# Cipus
Cipus - je specifičan oblik kamenog nadgrobnog spomenika u obliku prizme ili cilindra s natpisom ili ukrasom

## Nalazi cipusa u Hrvatskoj
Postoje ukupno tri skupine ove spomeničke kategorije: aserijatska (Podgrađe kod Benkovca), zadarska i krčka. Na području antičke Liburnije pronađeno je nekoliko liburnskih cipusa, koji sadrže miješane odlike svih navedenih skupina. Pronađeni su na širem području antičkih gradova Senja, Raba, Zadra, Asserije, Bribira i Ostrovice. Termin cipus je prvi puta upotrijebio Gaj Julije Cezar za označavanje jednog stupa utaknutog u tlo, koji je činio okosnicu jednog utvrđenja. Svi navedeni primjeri cipusa sadrže cilindrično tijelo i konične kalote. Dijelimo ih s obzirom na namjenu na terminalne cipuse (za limitaciju agera) i monumentalne cipuse. U sklopu krčke skupine cipusa vrijedi zabilježiti da su veći od zadarskih i izduženiji od aserijatskih primjeraka. Aserijatska skupina cipusa je najbrojnija, a podižu se po svoj vjerojatnosti nad spaljenim ostacima pokojnika. Na vrhu kalote se nalazi šiška ili pinija, koja ima dekorativno-simboličnu vrijednost. Velik broj cipusa je podignut ante mortem, što je osobitost u vrijeme ranog Carstva. Zadarska skupina cipusa pronađena je na području iaderskog agera.